# Giovanni da Ossona
Giovanni da Ossona (Ossona, ... – Milano, 1448) è stato un politico italiano del Rinascimento milanese.
Nel 1447 il duca di Milano Filippo Maria Visconti morì senza designare un erede, ciò scatenò una serie di lotte fra nobili spagnoli e francesi per la reggenza del ducato, ma la borghesia e la piccola nobiltà milanese e pavese riuscirono a prendere il potere e proclamarono la Repubblica Ambrosiana.
Venne eletto un parlamento composto da 900 persone, rappresentanti di tutti i quartieri della città, e questo parlamento elesse tre sindaci: Giovanni da Ossona, Giorgio Lampugnani e Teodoro Bossi.
Fra i primi provvedimenti presi dalla nuova amministrazione della città ci fu un enorme falò in piazza del Duomo in cui vennero bruciati tutti i registri delle tasse. Con un editto del 9 gennaio 1448 la repubblica istituì una lotteria. Una buona parte del ricavato della lotteria era destinato ai lavori pubblici e l'altra parte sarebbe stata ridistribuita con 7 premi. La raccolta delle quote era tenuta dal banchiere Taverna, in via dei Ratti. L'estrazione si fece in piazza Sant'Ambrogio con due grandi anfore: in una i nomi dei partecipanti, un biglietto con il proprio nome per ogni ducato giocato, e nell'altra tanti foglietti bianchi, a parte 7 su cui era scritto l'ammontare dei premi. Lo slogan della lotteria diceva: "Quelli che non vinceranno avranno regalato un ducato alla comunità, e sarà come lo avessero regalato a sé stessi."
Per due anni la repubblica ambrosiana fu amministrata da Bossi, Lampugnani e Giovanni da Ossona, ma le vicende belliche del tempo indussero a scegliere un capitano di ventura.
I capitani di ventura più famosi erano già tutti assoldati. Il Piscinin da Corsico era in parola con la Repubblica di Venezia; dal Verme, Gonzaga e il Sanseverino erano con gli Aragona. Bartolomeo Colleoni, dopo un primo periodo in cui fu al servizio della repubblica, non sembrava abbastanza forte. L'unico con abbastanza esperienza era Francesco Sforza, marito dell'unica erede della signoria Visconti. La fazione favorevole allo Sforza convinse così il consiglio dei 900 a richiamarlo a Milano.
Proclamato duca, Francesco prese il potere e diede la caccia ai sindaci della città, che furono processati per tradimento nei confronti dei Visconti. Teodoro Bossi e Giorgio Lampugnani furono presi e processati a Milano, Giovanni da Ossona fu preso ed impiccato sulla via per Novara, mentre tornava al suo paese.